# Reflexionsspektroskopie
Die Reflexionsspektroskopie ist eine Variante der Spektroskopie, bei der die Abhängigkeit der Reflexion (genauer gesagt des Reflexionsgrads) eines Materials von der Wellenlänge der elektromagnetischen Strahlung – des Lichts – untersucht wird. Es wird also das Reflexionsspektrum oder auch die „Dispersion der Reflexion“ gemessen. Durch quantitative Analyse des gemessenen Kurvenverlaufs lassen sich Erkenntnisse zu Details einiger Eigenschaften des untersuchten Materials gewinnen.

## Messanordnung
Die Messung eines Reflexionsspektrums erfolgt in der Regel in einem optischen Spektrometer.
Um die Wellenlängenabhängigkeiten der Messanordnung selbst (Intensitätsverlauf der Lichtquelle, Reflexionsspektren der verwendeten Spiegel usw.) zu kompensieren, wird meistens gegen eine Probe aus einem Referenzmaterial mit bekanntem Reflexionsspektrum gemessen. Im Bereich des sichtbaren Lichts und der angrenzenden Bereiche werden hier meistens mit Aluminium beschichtete Planspiegel eingesetzt.
Je nach interessierender Materialeigenschaft wird ggf. ein optischer Modulator in die Messanordnung eingefügt.
Die Ellipsometrie treibt einen höheren apparativen Aufwand, indem der Reflexionsgrad nicht nur für senkrechten Einfall, sondern in Abhängigkeit vom Winkel und für beide Polarisationsrichtungen bestimmt wird. So lassen sich komplexere Eigenschaften der Probe bestimmen.

## Theoretische Berechnung eines Reflexionsspektrums, Messungsauswertung

Berechnete (0° und 60°) und gemessene (ca. 5°) Reflexionsspektren von Silber mit der charakteristischen Plasmakante ω_{p} und ω_{s} (siehe Plasmaresonanz)

Eine einfallende elektromagnetische Welle wechselwirkt je nach ihrer Energie (also Wellenlänge) verschieden mit dem Material, je nachdem, ob das Material bei dieser Energie beispielsweise einen erlaubten Bandübergang aufweist und für diesen die Energie absorbieren könnte. Daneben gibt es weitere Absorptionsmechanismen, die sich theoretisch beschreiben lassen. Im Folgenden wird gezeigt, in welchen Schritten aus einem gemessenen Reflexionsspektrum auf die Existenz und die Parameter solcher Mechanismen rückgeschlossen werden kann. Das Vorgehen ist typischerweise wie folgt:
1. Man ermittelt die im Material relevanten Mechanismen, die seine komplexe Permittivität {\displaystyle \varepsilon _{\mathrm {r} }=\varepsilon _{1}+\mathrm {i} \varepsilon _{2}} beeinflussen können, wie Bandübergänge, Elektronendichten im Leitungsband, Polarisierbarkeiten usw.
2. Für jeden dieser Mechanismen setzt man seinen Beitrag {\displaystyle \chi _{j}} zur elektrischen Suszeptibilität als eine (im Allgemeinen komplexwertige) frequenzabhängige Funktion an. In diesen Formeln werden diverse Parameter enthalten sein, die die eigentlichen Materialeigenschaften darstellen. Damit die weiteren Rechnungen funktionieren, muss man typischerweise schon halbwegs gute Schätzwerte für diese Parameter angeben können, um einen vernünftigen Ansatz zu erreichen. Diese Suszeptibilitäten addiert man schließlich zur Gesamtpermittivitätszahl {\displaystyle \varepsilon _{\mathrm {r} }=1+\sum \nolimits _{j}{\chi _{j}}} zusammen.
3. Der komplexe Brechungsindex {\displaystyle N=n+\mathrm {i} k}, dessen Realteil der Brechungsindex {\displaystyle n} und dessen Imaginärteil der Extinktionskoeffizient {\displaystyle k} ist, hängt mit der Permittivitätszahl {\displaystyle \varepsilon _{\mathrm {r} }} und der Permeabilitätszahl {\displaystyle \mu _{\mathrm {r} }\,} zusammen über {\displaystyle N={\sqrt {\varepsilon _{\mathrm {r} }\mu _{\mathrm {r} }}}}. Mit den oben ermittelten Formeln für die Permittivitätswerte kann man bei nichtmagnetischen Materialien ({\displaystyle \mu _{\mathrm {r} }\approx 1}) direkt den Brechungsindex und den Absorptionskoeffizienten berechnen ({\displaystyle N=n+\mathrm {i} k={\sqrt {\varepsilon _{1}+\mathrm {i} \varepsilon _{2}}}}):
{\displaystyle n^{2}={\frac {1}{2}}\left({\sqrt {\varepsilon _{1}^{2}+\varepsilon _{2}^{2}}}+\varepsilon _{1}\right),}
{\displaystyle k^{2}={\frac {1}{2}}\left({\sqrt {\varepsilon _{1}^{2}+\varepsilon _{2}^{2}}}-\varepsilon _{1}\right).}
4. Und damit kann man mit Hilfe der Fresnel-Gleichungen die Reflexionsgrade {\displaystyle R_{\mathrm {s} }} und {\displaystyle R_{\mathrm {p} }} berechnen, beispielsweise für den senkrechten Einfall auf eine Luft-Medium-Grenzfläche (mit {\displaystyle N_{\text{Luft}}=N_{1}\approx 1} und {\displaystyle N_{\text{Medium}}=N_{2}=n_{2}+\mathrm {i} k_{2}}) ausgerechnet werden (Achtung Spezialfall!):
{\displaystyle R_{\mathrm {s} }=R_{\mathrm {p} }={\frac {(n_{2}-1)^{2}+k_{2}^{2}}{(n_{2}+1)^{2}+k_{2}^{2}}}.}
5. Dieses alles gegebenenfalls für alle Frequenzen im interessierenden Teil des Spektrums durchführen und das Ergebnis mit der Messkurve vergleichen.
6. Durch eine Ausgleichungsrechnung zwischen Theorie- und Messkurve können konkrete Werte für Parameter ermittelt werden, wie sie in Schritt 2 eingeführt wurden.